# Donato Veraldi
Donato Tommaso Veraldi (Soveria Simeri, 12 gennaio 1941) è un avvocato e politico italiano.
Già militante nella Democrazia Cristiana, è stato coordinatore regionale calabrese del Partito Popolare Italiano, consigliere nazionale ed uomo di punta della Margherita in Calabria nelle cui liste è stato eletto al Parlamento europeo, per confluire poi nel Partito Democratico.

## Biografia
Consigliere provinciale e assessore provinciale per la DC a Catanzaro dal 1975 al 1985. Consigliere regionale dal 1985 al 1995, è stato assessore regionale al turismo, alla sanità, ai lavori pubblici. È stato Presidente della Giunta regionale nell'ultimo anno di legislatura.
Alle elezioni regionali del 1995 viene riproposto alla presidenza della Regione dalla coalizione di centrosinistra formata dai partiti dell'Ulivo ma, a seguito delle consultazioni, prevale invece una maggioranza di centrodestra.
Eletto senatore nella XIII legislatura (1996-2001) è stato membro della VIII Commissione permanente-lavori pubblici, comunicazioni, della Commissione parlamentare per le questioni regionali, della Commissione d'inchiesta sul fenomeno della mafia e delle altre associazioni criminali similari, del Comitato parlamentare per i procedimenti di accusa.
Rieletto senatore nella XIV legislatura (2001-2006) è stato componente del Direttivo del suo Gruppo parlamentare, questore del Senato (2005-2006).
Dal maggio 2006 fino al 2009 subentra al Parlamento europeo. Alle elezioni europee del 2004 aveva conseguito circa 78.000 voti nella lista Uniti nell'Ulivo.
Nel marzo 2018 è coinvolto in un incidente prima dell'assemblea regionale del Partito Democratico, durante il quale riporta un ematoma cerebrale.